# 芳春院

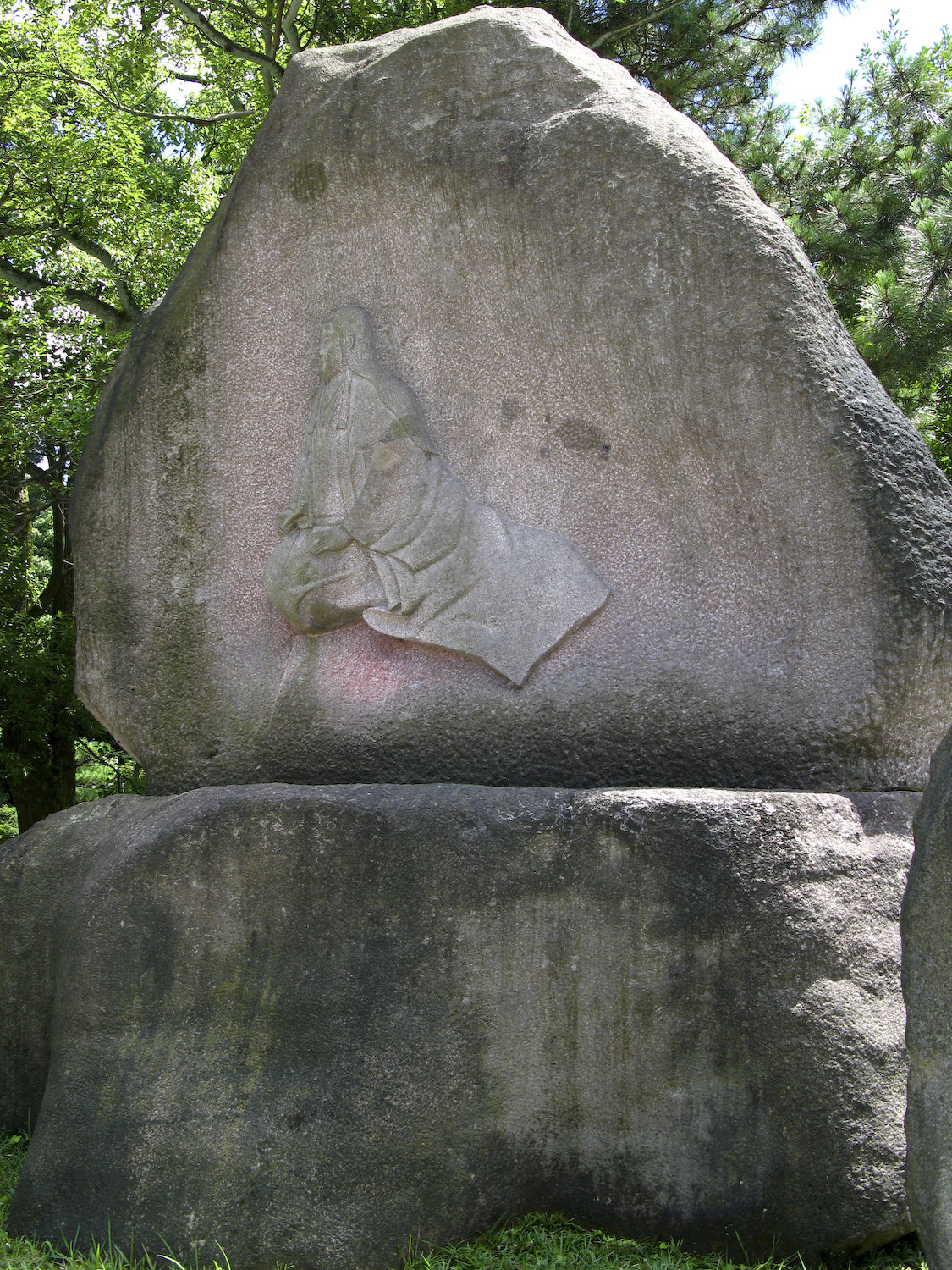
尾山神社：芳春院の石碑

芳春院（ほうしゅんいん、天文16年7月9日（1547年7月25日） - 元和3年7月16日（1617年8月17日））は、戦国時代から江戸時代初期にかけての女性。加賀国（石川県）の戦国大名・前田利家の正室。名はまつ。篠原一計の娘。戒名は芳春院殿花巖宗富大禅定尼。母（竹野氏）が利家の母の姉であるため、利家とは従兄妹関係にあたる。学問や武芸に通じた女性であったと伝わる。

## 生涯

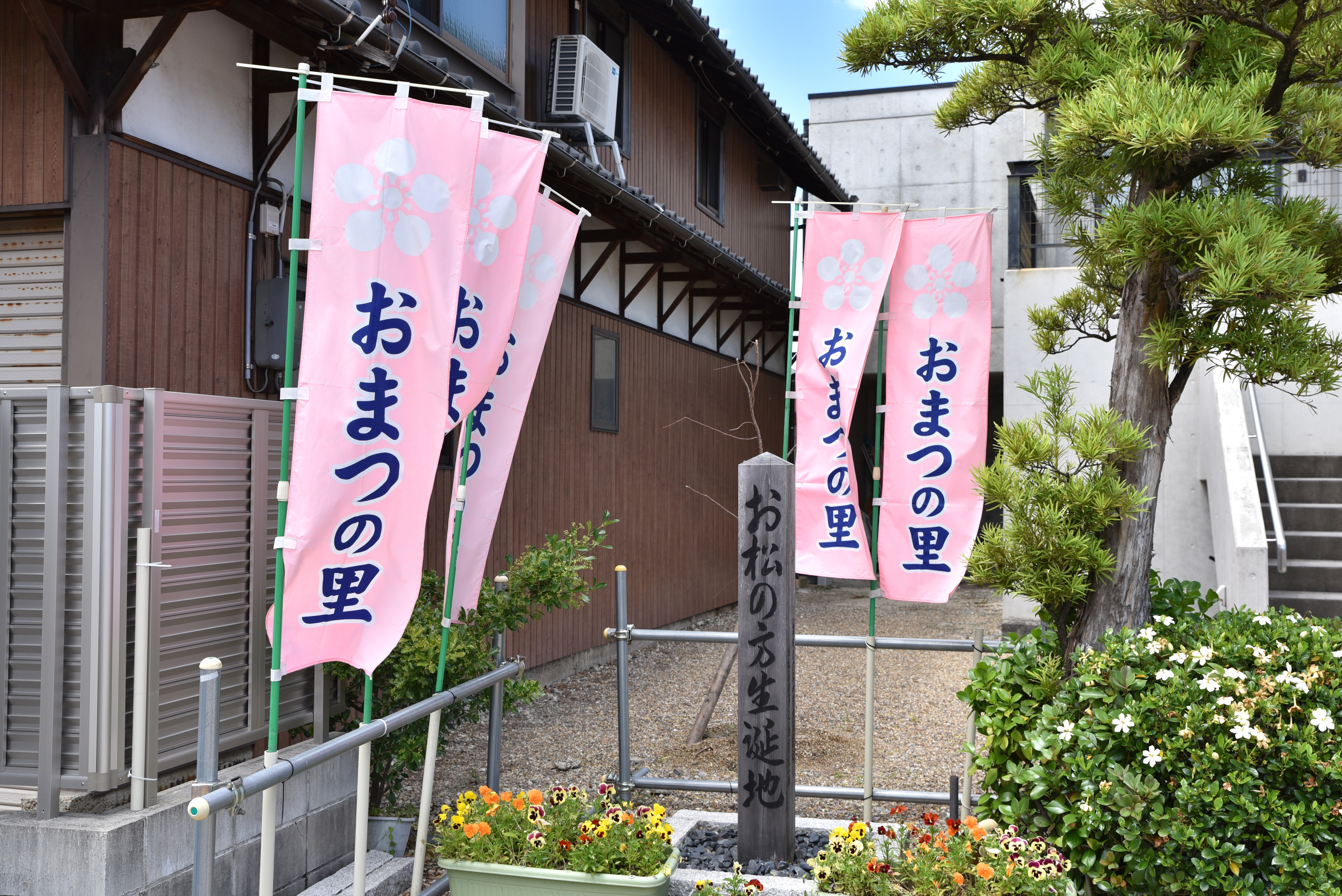
瑞円寺にある芳春院の生誕地碑（愛知県あま市）

天文16年（1547年）7月9日、織田氏の家臣・篠原一計の娘として、尾張国海東郡沖島（現在の愛知県あま市）で生まれた。
天文19年（1550年）、父・一計が死去し、母が尾張守護斯波氏の家臣・高畠直吉と再婚すると、まつは母の妹が嫁いでいる尾張荒子城主・前田利昌に養育されることになった。
永禄元年（1558年）、数え12歳（満11歳）で利昌の子で従兄弟にあたる前田利家に嫁ぐと、
- 永禄2年（1559年）、 長女・幸姫（前田長種室）　※満11歳11か月で出産
- 永禄5年（1562年）、長男・利長（初代加賀藩主）
- 永禄6年（1563年）、次女・蕭姫（中川光重室）
- 元亀3年（1573年）、三女・摩阿姫（豊臣秀吉側室、後万里小路充房室）
- 天正2年（1574年）、 四女・豪姫（秀吉養女、宇喜多秀家室）
- 天正5年（1577年）、五女・与免（浅野幸長婚約者、夭折）
- 天正6年（1578年）、 次男・利政
- 天正8年（1580年）、 六女・千世（細川忠隆室、のち村井長次室）

など、11歳から32歳までの約21年間で2男9女を産む。なお、女性1人が産む子供の数が多かった戦国時代にあっても11人の実子がいる女性は稀有であり、記録が残る限りでは、伊達晴宗の正室久保姫と並んで最も数が多い。その子孫は近代以降の皇室などに血脈を伝えている。
（千世姫─徳姫─西園寺公満─久我通名室─広幡豊忠─正親町実連室─正親町公明─実光─雅子─孝明天皇─明治天皇）
天正11年（1583年）、賤ヶ岳の戦いで柴田勝家方に与した利家が敗走した際、越前府中城で羽柴秀吉に会って和議を講じて利家の危機を救った。
慶長4年（1599年）に利家が病死すると出家し、芳春院と号する。
慶長5年（1600年）、前田家に徳川家康から謀反の嫌疑がかけられた際には、交戦を主張する利長を宥め、それを解消させるため自ら人質となって江戸に下り、14年間をそこで過ごした。なお、江戸に護送される手配を前田玄以、長束正家、増田長盛の年寄が行っており、家康の大名統制策は内付・五奉行体制に基づいており、その構成員を動員している。この場合の公儀の拠り所は秀吉遺言覚書であり、これによって家康の公儀としての性格を裏付けることが可能となるから、家康の一方的な権力の乱用とは必ずしも言えないのである。換言するならば、芳春院は公人として､豊臣政権の大老の生母としての扱いを受けながら江戸入りに至ったことを知らしめるものである。この間、関ヶ原の戦いで西軍についた次男・前田利政の赦免や娘婿の宇喜多秀家の助命、養育していた利孝の大名取り立てを江戸幕府に直訴するなど前田家のために奔走する。ところが、利政の赦免の約束は土壇場で反故にされ、ショックから重体となり、幕府の命により伊勢・京で保養。金沢へは立ち寄りすら認められず、慶長19年（1614年）に長男・利長が死去すると、ようやく金沢へ帰国できた。なお、後に江戸幕藩体制において諸大名妻子の江戸居住制が確立するが、芳春院はその第一号となる。
元和3年（1617年）7月16日、金沢城内で死去、享年71。墓所は金沢市の野田山墓地、京都市北区の大徳寺芳春院（分骨）。芳春院の化粧料7500石は、次男利政の子の前田直之に与えられ、直之は合計1万石を領して前田利常に仕え、その子孫は前田土佐守家として本家を支えた。

## 高台院との関係
豊臣秀吉の正室高台院（ねね、おね、北政所）とは懇意の間柄であったことで知られる。
- 清洲城城下に住んでいた頃から親交があり、利家との婚姻では仲人の役割りを果たしたと伝わる[5]。
- 子供のいない秀吉夫妻のために、豪姫を養女にさせた。まだ数え2歳（満1歳）の子供を手放したことから、おねとの信頼関係が強かったことがよく分かる[6]。
- 蒲生氏郷死後の蒲生家の跡目相続について、氏郷の子・鶴千代（後の蒲生秀行）が会津を襲封できたのは､まつが高台院に請願したためであったとされる[7]。
- 利家が豊臣秀頼の傳役となったことから、まつは秀頼の乳母の地位を得る。醍醐の花見でも秀吉の妻妾と共に列席するなど、乳母の地位にあったので主賓の一人となった[8]。

## 主な登場作品

### 芳春院を主題とした作品
テレビドラマ
- 女たちの百万石（1988年、日本テレビ、演：森光子）
- 加賀百万石〜母と子の戦国サバイバル（1999年、NHKドラマ、演：松坂慶子）
- 利家とまつ〜加賀百万石物語〜（2002年、NHK大河ドラマ、演：松嶋菜々子）

舞台劇
- まつとおね（2025年3月5日 - 23日、能登演劇堂、演劇のまち振興事業団、演：吉岡里帆）[9][10]

### 芳春院が登場した作品
テレビドラマ
- 関ヶ原（1981年、TBS、演：沢村貞子）
- おんな太閤記（1981年、NHK大河ドラマ、演：音無美紀子）
- 徳川家康（1983年、NHK大河ドラマ、演：稲野和子）
- 秀吉（1996年、NHK大河ドラマ、演：中村あずさ）
- 豊臣兄弟!（2026年、NHK大河ドラマ、演：菅井友香）